# Valfusk
Valfusk är inom politiken varje form av dold manipulation av en valprocess, som syftar till ett förfalskat valresultat.
Valfusk är en metod för att manipulera det politiska systemet till sin egen fördel. Ofta handlar det om att en sittande regering i ett land försöker sitta kvar trots att deras chanser är små om de skulle ha ett normalt hederligt val istället. Det handlar ofta om korrupta presidenter i diktaturer med skendemokrati som på detta sätt försöker bli president i sitt land på livstid.
Valfusk bör skiljas från andra metoder för politisk manipulation, men förekommer ofta tillsammans med sådana. Det är i sådana fall vanligt att de makthavande har massmedia som är helt kontrollerade av regeringen, vilket i sig kan påverka många att rösta som regeringen önskar. Vidare har man då oftast försvårat för eller helt förbjudit oppositionspartier att ställa upp kandidater, så att det enda formella valet väljarna har är att rösta för eller emot regeringskandidaterna. När sedan befolkningen går till val är det vanligt att man ändrar valresultaten genom att lägga i extra röster för sittande regim. Man kan ofta också genom hot tvinga befolkningen att rösta på den befintliga regimen. En annan metod är att se till att vissa lojala anhängare får rösta mer än en gång. Ytterligare en metod är att rapportera falska röstetal från röstsammanräkningen. På detta sätt kan den sittande regimen försöka hålla sig kvar vid makten även mot folkmajoritetens vilja.
Det finns även välkända historiska fall där valfusk användes för att, mot en befolknings vilja, rättfärdiga introduktion av en ny politisk ordning. Det vanligaste mönstret är att en massiv propaganda- och övertalningsaktion för den nya regimen inleds, ofta med stöd av en eller flera utländska maktapparater. Efter val, som ofta blir obligatoriskt, proklameras på förhand uppdiktade resultat och den nya regimen påstår sig ha fullt stöd att ta kontrollen över landet, oftast i form av en diktatur.
Folkomröstningar om kontroversiella landområden som olika stater hävdar rätten till kontroll över har också i historiskt perspektiv drabbats av blandningar av valfusk och andra manipulationer genom att förutom att röstningen har manipulerats, en befolkningsgrupp kunde drabbas av deportation från området, nya personer flyttades in i området, eller att vissa befolkningsgrupper hindrades från röstning.

## Metoder för valfusk

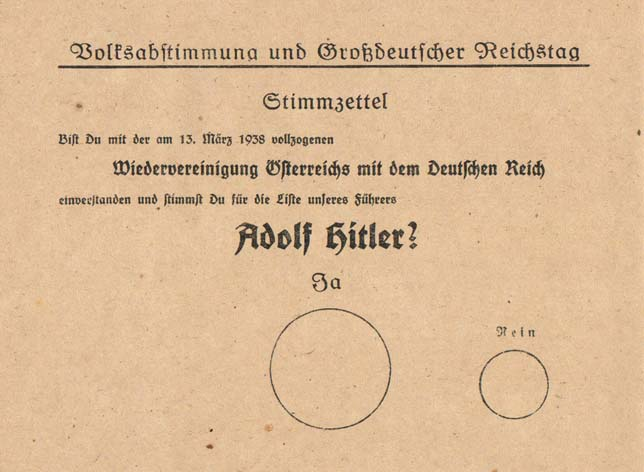

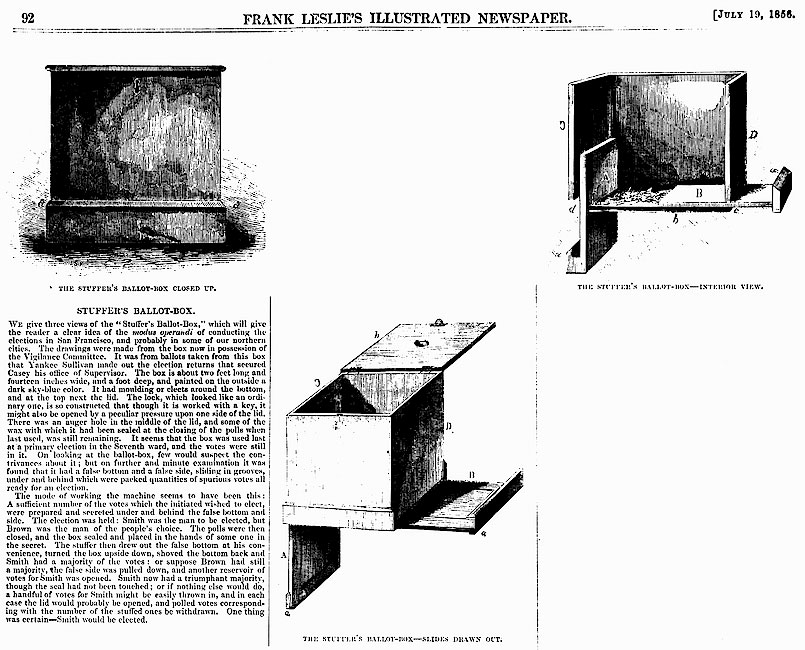

Manipulera valmanskårenDet är i princip möjligt för en regering att manipulera valmanskårens sammansättning, särskilt i lokala val, genom att helt enkelt förflytta tillräckligt mycket folk. I många länder förebyggs detta genom att kräva att man måste ha bott i valkretsen en viss tid för att få rösta, men sådana regler kan i sin tur missbrukas för att utesluta rörliga grupper, som romer eller studenter, från att rösta alls. En subtilare långsiktig variant är att i valkretsar där resultatet är jämnt bygga bostäder av en typ som attraherar "rätt" väljare.
Manipulera rösträttsregler och valbarhetsreglerEn närbesläktad form av subtilt valfusk, även den förbehållen sittande regeringar, är att ändra rösträttsreglerna för att öka andelen egna väljare med rösträtt. Till exempel kan ett parti som är starkt bland tonåringar vinna några procent på att sänka rösträttsåldern från 18 till 16 år, eller ett parti som är starkt bland invandrare kan tjäna på att låta även icke-medborgare rösta (eller göra det enkelt att få medborgarskap), och vice versa. I grövre form kan rösträttsregler användas för att mer direkt utesluta oönskade grupper från inflytande.  Regler för valbarhet kan på samma sätt manipuleras för att utesluta starka oppositionskandidater. Till exempel kan krav på mångårig bosättning i landet användas för att utestänga kandidater som har levt i exil.
Manipulera valkretsindelningen
Särskilt i system med majoritetsval i enmansvalkretsar är utfallet känsligt för exakt hur valkretsarna är utformade. Den som har makten över valkretskartan kan rita om denna så att det egna partiet får knapp majoritet i många valkretsar, och därmed får många mandat, medan oppositionens väljare koncentreras i några få valkretsar där de vinner stort men bara får några få mandat.
Hot och andra påtryckningardet kan förekomma både öppna och mer subtila hot. Direkt våld mot anhängare av "fel" parti är en uppenbar form. Attentat och attacker mot vallokaler i distrikt med "fel" majoritet är en annan. Det behöver inte bara handla om hot om våld. Både juridiska och ekonomiska hot har också använts för att påverka val. Till exempel kan en stor arbetsgivare på en ort påverka valutgången genom att, öppet eller underförstått, låta förstå att den som röstar "fel" inte kan räkna med jobb i framtiden. Mäktiga fackföreningar och andra organisationer kan också utöva påtryckningar på sina medlemmar. Likaså kan regeringen i ett land styra offentligt stöd till regioner som röstar "rätt", eller till och med styra katastrofhjälp bort från områden som röstat "fel".
RöstköpDirekt betalning till väljare för att rösta "rätt", eller för att låta bli att rösta alls, förekommer, men är kanske vanligare i beslutande församlingar än i allmänna val. Betalningen kan vara både pengar och andra förmåner. Röster kan också köpas indirekt, genom att muta inflytelserika personer att förespråka ett visst parti.
DesinformationDen vanligaste formen, som knappt betraktas som fusk, är smutskastningskampanjer mot politiska motståndare. Regeringar som har makt över media kan ge kraftigt vinklad politisk information. Närmare rent fusk är vilseledande praktisk information till vissa väljargrupper, till exempel desinformation om var och när man kan rösta, så att väljare med "fel" åsikter missar chansen att rösta.
Vilseledande eller vinklade valsedlarValsedlar kan utformas så att "rätt" alternativ är mer framträdande (JA! mot nej), eller så att det är lätt att missa eller missförstå hur man ska rösta på "fel" alternativ.
Valsedlar görs svårtillgängligaDär valsedlar tillhandahålls i vallokalen kan "rätt" valsedlar läggas ut lättillgängligt, medan "fel" valsedlar läggs undanskymt eller helt tas bort. Kan utföras antingen av valförrättare, eller av vanliga väljare som flyttar om bland valsedlar i samband med att de tar sin egen. Anklagelser om den här typen av fusk är relativt vanliga i Sverige.
Pseudokandidater med förvillande namnEtt fejk-parti kan registreras med ett namn eller en valsedelssymbol som är intill förväxling lik ett befintligt parti. Väljare som av misstag röstar på fejk-partiet är förlorade röster för det riktiga partiet. En variant är när två riktiga partier har förväxlingsbara namn, vilket öppnar för fusk genom att blanda valsedlar. I Sverige har valsedlar för Sverigedemokraterna och Socialdemokraterna blandats på det här sättet, för vilket båda partierna har anklagat varann.
Påfyllda valurnorEn klassisk fuskmetod som innebär att valurnorna fylls på med extra valsedlar för "rätt" kandidat, antingen före eller efter själva valet. I många länder, men inte i till exempel Sverige, är valurnorna därför genomskinliga så att väljarna kan se innehållet, och kan se om de är fyllda redan på valdagens morgon.
Valsedlar försvinner eller förstörsMotsatsen till påfyllda valurnor. Olämpliga valsedlar kan sorteras bort innan rösterna räknas, eller hela valurnor kan försvinna från distrikt som brukar rösta "fel".  En subtilare variant är att giltighetsbedömningen av valsedlar görs generösare för vissa kandidater än för andra, eller att valsedlar för "fel" kandidat helt enkelt kladdas ner så att de blir ogiltiga.
RösträkningsfuskDet går att fuska antingen med själva rösträkningen i varje vallokal, med rapporteringen från vallokalerna till den centrala sammanräkningen, med den centrala sammanräkningen, eller med sammanställningen av denna till ett officiellt valresultat.
Missbruk av ombudsröstning och annan röstningshjälpRöstning genom bud eller ombud är tillåten i många länder, vilket öppnar för fusk genom att ombudet röstar på ett annat sätt än den egentligen röstberättigade avsåg. Det har även förekommit att avlidna har fått stå kvar i röstlängden och röstat genom ombud, som därvid har fått dubbel rösträtt. En variant som har förekommit flera gånger i Sverige är att personer med svårigheter att själva ta sig till vallokalen och rösta, till exempel gamla på äldreboende, har fått hjälp med röstningen, vilket hjälparen har utnyttjat till att med övertalning eller smussel få ner "rätt" valsedel i kuvertet.
Fusk med röstningsmaskinerI vissa länder görs röstningen maskinellt genom att man till exempel drar i en spak istället för att lägga en valsedel i en urna. Detta eliminerar risken för vissa typer av fusk, men öppnar för andra. Maskinerna kan manipuleras på olika sätt, både hårdvaran och mjukvaran, och "påfyllda valurnor" kan ordnas genom att någon drar i "rätt" spak några gånger extra innan vallokalen öppnar.

## Sverige
Valfusk förekommer i Sverige, ofta omtalat som "valsabotage" i media. Det anses sällan av valprövningsnämnden ha påverkat valutgången.

### Fusk med budröstning
- Före valet 2002 arrangerade Socialdemokraterna ett valmöte på ett äldreboende, och de ville efter presentationen hjälpa sina väljare att rösta. Väljarna fick intrycket att detta var det enda tillfället att rösta på äldreboendet och att de annars var tvungna att ta sig till sin vallokal. Men bara socialdemokratiska valsedlar fanns. Valarbetarna dömdes för detta.[1]
- Vid valet 2002 agerade två socialdemokrater omväxlande som bud och vittne vid ett förhållandevis stort antal budröstningar i Rinkeby. I enbart valdistriktet Spånga återfanns deras namnteckningar på 18 av 34 budröstningar, 28 av dessa 34 väljare var inte svenska medborgare och således inte berättigade att rösta i riksdagsvalet. Det hade krävts mer än 5000 röster för att socialdemokraterna skulle ha förlorat ett mandat i riksdagsvalet. Valprövningsnämnden slog fast att valfusket inte varit av en sådan omfattning att riksdagsvalet behövde tas om.[2]
- Vid kommunfullmäktigevalet i Hallsbergs kommun 1979 förekom det budröstning för personer boende på ålderdomshem, i eget hem och intagna på sjukvårdsinrättning. Valsedelsförsändelserna konstaterades vara ogiltiga då budbärare och vittnen gjort sig skyldiga till osant intygande. Valprövningsnämnden konstaterade att om en röst som tillfallit Arbetarepartiet-Socialdemokraterna istället hade tillfallit Kristen Demokratisk Samling så hade detta förändrat valutgången. Valprövningsnämnden ansåg att det fanns fog för antagandet av otillbörligt verkande vid röstning och upphävde därför valet och förordnade omval. [3]

### Försvunna valsedlar
- Vid flera tillfällen, till exempel vid valet 2002 i Göteborg[4], 2006 i Östersund[5] och 2009 i Linköping[6], sägs Sverigedemokraternas och Socialdemokraternas valsedlar ha blandats. Media har misstänkt både sverigedemokrater och socialdemokrater. Både Sverigedemokraterna och Socialdemokraterna har gjort polisanmälan, men motiv och gärningsmän har inte kunnat påvisas.

- Enligt en väljare fanns inga röstsedlar från Moderaterna i en vallokal i Nässjö vid valet 2002, utan väljaren fick be valförrättarna ta fram dem.[7]

- Vid valet 2006 plockade den socialdemokratiska kommunfullmäktigeledamoten Monica Rydin bort Sverigedemokraternas röstsedlar vid vallokalen i Surahammar där hon arbetade som valsedelsutdelare. Hon dömdes av tingsrätten till 70 dagsböter för otillbörligt verkande vid röstning.[8][9]

- Vid valet 2006 rapporterade Sverigedemokraterna även om försvunna valsedlar.[10]

- Vid kyrkovalet 2009 försvann Sverigedemokraternas valsedlar från en vallokal i Sveg under dagen.[11] Sverigedemokraternas organ SD-kuriren berättade om ett stort antal liknande fall i hela landet.[12] Sverigedemokraterna i Malmö begärde omval i en röstlokal eftersom varken partiets valsedlar eller blanka valsedlar hade funnits där.[13]

- Inför EU-valet 2009 rapporterades att Piratpartiets valsedlar hade avlägsnats eller gömts på flera håll. I en mobil vallokal i Alby ansåg en valförrättare inte att han hade skyldighet att lägga fram Piratpartiets valsedlar när vallokalen flyttades från plats till plats, utan att partiet fick möta upp på alla platserna själva och lägga fram sina valsedlar varje gång. Piratpartiets valsamordnare dokumenterade detta med en video på Youtube.[14] Kommunen ansåg inte att detta var valfusk, men ändrade sina riktlinjer efter händelsen.[15] Piratpartiet samlade systematiskt in exempel på avvikelser i vallokaler vid detta valet, och 30 fall, inrapporterade av partiets anhängare, kan ses på partiets webbsida.[16]

- Även vid EU-valet 2009 klagade Junilistan över borttagna valsedlar i vallokaler.[17]

- Även vid EU-valet 2009 hade Sverigedemokraternas valsedlar stulits i flera vallokaler i Uppsala kommun. Valnämnden gjorde polisanmälan.[18]

- I många vallokaler placeras små partiers valsedlar på mindre framträdande platser, till exempel på ett annat bord eller i ett ställ gömt bakom riksdagspartiernas valsedlar. Valmyndigheten behandlade ett fall från Oxelösunds kommun vid EU-valet 2009. Ordförande i valnämnden, socialdemokraten Sören Carlsson, hade gett direktiv om att bland annat Piratpartiets och Feministiskt initiativs valsedlar skulle ligga på ett bord bredvid. Valmyndigheten ansåg att praxis inte strider mot lagen, även om man helst borde lägga valsedlarna på ett och samma ställe. Valmyndigheten uttalade: "Lagen är inte så tydlig den säger bara att valsedlarna ska finnas på samma plats men inte specifikt att de måste ligga i samma fack."[19]

### Övrigt
- Vid EU-valet 2009 försökte två 14-åriga pojkar "fylla en valurna med valsedlar för Piratpartiet" och "muta valförrättaren med hundralappar", men greps av polis, enligt Sveriges Radio Västernorrland.[20]

- Vid valet 2010 ska socialdemokratiska valarbetare ha delat ut valkuvert med redan instoppade S-röstsedlar till väljare i flera lokaler för förtidsröstning i Huddinge kommun. De rapporterades även ha befunnit sig i delar av vallokalerna som de inte ägde tillträde till, och hävdas ha uppträtt mycket aggressivt och obehagligt. Socialdemokraternas ordförande i Huddinge kommun blev informerad om det oacceptabla agerandet, men trots detta upphörde det inte.[21][22]

- Vid valet 2010 har fackförbundet Byggnads polisanmälts för att ha organiserat gruppröstning för unga medlemmar, med tydliga påtryckningar om att rösta på Socialdemokraterna.[23][24]

## Kanada
Vid det allmänna valet 2011 ringde en dator upp många personer i ett område i Kanada och läste upp ett falskt meddelande om att de skulle rösta i en annan vallokal än annars angivet.

## Ryssland
I valet till parlamentet i Ryssland 2008 anklagades det regerande partiet Enade Ryssland för valfusk av bland andra radiokanalen Rysslands röst. Även den kända schackspelaren Garri Kasparov kritiserade Enade Ryssland för fusk.  I parlamentsvalet 2011 rapporterade valobservatörer om omfattande fusk, bland annat valsedlar förkryssade för Enade Ryssland och oegentligheter i rösträkningen.

## Tyskland
Ett av de mest extrema fusken i en parlamentsomröstning ägde rum i Tyskland 1933 då polisen arresterade tillräckligt många riksdagsledamöter och uttryckte hot mot andra ledamöter så att Nazisterna kunde få 2/3 majoritet av de närvarande och därmed kunna ändra grundlagen. Den nya fullmaktslagen gav regeringen rätt att ändra lagar utan riksdagens godkännande, vilket gjorde Hitler till diktator med envåldsmakt.

## Ukraina
Presidentvalet i Ukraina 2004 hölls i en laddad atmosfär med anklagelser om valfusk. 
När valresultaten offentliggjordes den 23 november stod Viktor Janukovytj som segare, men Viktor Jusjtjenko och hans anhängare, tillsammans med flera internationella valobservatörer, fördömde valet som riggat. Jusjtjenko blev dessutom utsatt för förgiftning. Detta ledde till en allvarligare politisk kris, och utlöste den orangea revolutionen, den serie av demonstrationer och politiska händelser som ägde rum under november 2004 till januari 2005 som ett direkt efterspel till presidentvalen.  Efter utdragna demonstrationer genomfördes omval den 26 december där Jusjtjenko fick 52 % av rösterna mot Janukovytjs 44 %. Jusjtjenko blev landets 3:e president den 23 januari 2005.

## USA
Vid presidentvalet i USA 2000 förekom anklagelser om valfusk. Detta gällde framförallt delstaten Florida, vars elektorsröster avgjorde valet. Anklagelserna innefattade förvirrande röstningsmetoder, defekta röstningsmaskiner, felaktiga poströster från militärer utomlands samt att man hindrat röstberättigade från att rösta. Bland andra organisationen Human Rights Watch har påpekat att en stor andel av Floridas svarta befolkning inte har någon rösträtt då delstatens lagar förbjuder personer som suttit i fängelse för svårare brott (så kallat felony) från att delta i val och att detta hade betydelse för valresultatet.
Vid presidentvalet i USA 2012, under nomineringsprocessen av Republikanernas utmanare mot sittande presidenten Barack Obama spreds vad som beskrivs som klara bevis av valfusk via olika sidor och sociala medier på Internet, såsom Youtube och Facebook. I många fall handlade det om anklagelser att Mitt Romneys kampanjledning skulle ha försökt att rigga valen genom att helt stänga ute Ron Pauls supportrar eller att ortens ledande politiker på förhand delat upp delegaterna för att garantera Romneys vinst.

## Zimbabwe
De senaste presidentvalen i Zimbabwe har alla präglats av anklagelser om valfusk och trakasserier av oppositionen.
Inför 2008 års presidentval rapporterade Human Rights Watch om hur ZANU-PF haft monopol på medieutrymme, hur oppositionspolitiker trakasserats och hur mat på landsbygden fördelats till ZANU-PF-anhängare.   Både oppositionen och valobservatörer förde fram anklagelser om omfattande valfusk. Valobservatörer från Västvärlden nekades att övervaka valet och inga representanter från EU eller USA fanns på plats. Få utländska medier släpptes in i landet och inga svenska journalister fanns på plats under själva valdagen.
Afrikanska valobservatörer som släppts in i landet talade inför valdagen om riggade röstlängder, med så många som 8 000 icke-existerande personer uppsatta i ett distrikt i Harare. Dessa uppgifter har dock inte kunnat dokumenteras.
Den afrikanska unionens valobservatörer har inte hittat några bevis på valfusk, enligt delegationens ledare, Sierra Leones före detta president Ahmad Tejan Kabbah.